# Joseph (téléfilm, 1995)
Pour les articles homonymes, voir Saint Joseph, Joseph et Saint-Joseph.
 (janvier 2014).
Si vous disposez d'ouvrages ou d'articles de référence ou si vous connaissez des sites web de qualité traitant du thème abordé ici, merci de compléter l'article en donnant les références utiles à sa vérifiabilité et en les liant à la section « Notes et références ».
Pour plus de détails, voir Fiche technique et Distribution.
Joseph est un téléfilm issu d'une coproduction internationale entre les États-Unis, l'Allemagne, l'Italie, réalisé par Roger Young et diffusé en 1995.
Le téléfilm retrace, en suivant le texte de l'Ancien Testament, les étapes de la vie de Joseph (fils de Jacob), personnage biblique de la Genèse, de sa naissance à l'arrivée de tout son clan en Égypte. 

## Synopsis
Fils de Jacob et petit-fils d'Isaac, Joseph (fils de Jacob) est jalousé par ses frères. Lors d'un rêve prémonitoire, il révèle en effet qu'il va dominer sur toute la fratrie. 
Pour éviter cela, ses frères tentent de le tuer puis, se sentant incapables d'un fratricide, ils le vendent à un marchand d'esclaves égyptien.
Devenu esclave, Joseph est remarqué par Putiphar, un officier du pharaon. Ce dernier confie la gestion de ses affaires à Joseph. Honnête et probe, Joseph fait prospérer son maître mais la femme de Putiphar s'éprend de lui. Comme Joseph repousse ses avances, elle le fait accuser d'une tentative de viol et Joseph se retrouve en prison.
Grâce à ses talents d'onirologue, Joseph parvient à interpréter les rêves du maître-échanson et du maître-panetier du pharaon qui sont, eux aussi, prisonniers. Ayant prédit avec exactitude le pardon accordé par le pharaon au maître-échanson, il gagne une excellente réputation.
Quelques années plus tard, le pharaon est tourmenté par un rêve récurrent que nul ne parvient à interpréter. Le maître-échanson se souvient alors de Joseph et il explique au pharaon qu'il connaît quelqu'un qui pourra peut-être interpréter son rêve.
Joseph est amené à la cour et il parvient effectivement à donner une explication à ce rêve. Voyant que Joseph possède des dons exceptionnels, le pharaon lui confie de grands pouvoirs, jusqu'à en faire finalement le vice-roi d'Égypte.
Quelques années plus tard, une famine sévit en Canaan. Les frères de Joseph décident d'aller chercher du blé en Égypte. Joseph les reconnaît mais il les soumet à différentes épreuves avant de leur pardonner finalement.
La réconciliation est scellée et tout le clan, avec Jacob, s'installe en Égypte.

## Fiche technique
- Titre : Joseph
- Réalisation : Roger Young
- Scénario : Lionel Chetwynd
  - basé sur le roman de James Carrington
- Directeur de la Photographie : Raffaele Mertes.
- Conseiller pour la bande originale et la musique : Ennio Morricone
- Musique de : Marco Frisina
- Produit par : Lorenzo Minoli
- Producteur exécutif : Gerald Rafshoon
- Année de production : 1995
- Langue originale : anglais
- Lieu du tournage : Ouarzazate (Maroc)

## Distribution
- Ben Kingsley : Potiphar
- Paul Mercurio : Joseph
- Martin Landau : Jacob
- Lesley Ann Warren : La femme de Potiphar
- Alice Krige : Rachel
- Dominique Sanda : Léa
- Monica Bellucci : La femme du pharaon
- Stefano Dionisi : Ahmôsis Ier
- Valeria Cavalli : Asnath
- Warren Clarke : Ednan
- Kelly Miracco (sous le pseudo de Kelly Miller) : Tamar
- Michael Angelis : Ruben
- Vincenzo Nicoli : Siméon
- Colin Bruce : Lévi
- Michael Attwell : Juda
- Jamie Glover : Benjamin
- Rinaldo Rocco : Joseph adolescent (17 ans)
- Timur Yusef : Joseph  enfant (8 ans)
- Brett Warren : Benjamin enfant (9 ans)